# Festival Internacional de Cine de Cannes de 1984
El 37º Festival de Cine de Cannes se celebró entre el 11 al 23 de mayo de 1984. La Palma de Oro fue otorgada a París, Texas de Wim Wenders.
El festival se abrió con Fort Saganne, dirigida por Alain Corneau y lo cerró con The Bounty, dirigida por Roger Donaldson. Durante este festival, un grupo privado, bajo el patrocinio de las autoridades del festival, organizaron un acto paralelo con tràilers de películas. Un jurado francés, presidido por Saul Bass, concedió su gran premio al tráiler de Flashdance.

## Jurado

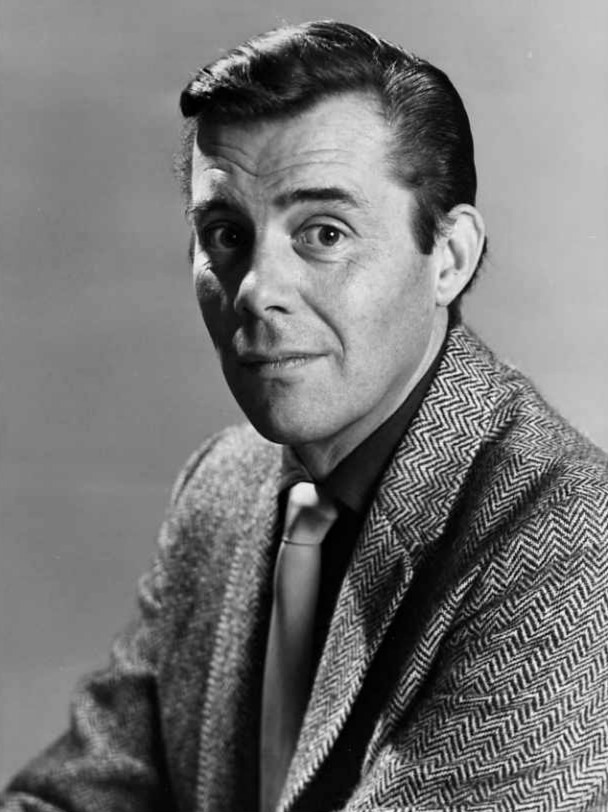
Dick Bogarde, presidente del jurado de la competición principal

### Competición principal
Las siguientes personas fueron nominadas para formar parte del jurado de la competición principal en la edición de 1984:
- Dirk Bogarde (GB) Presidente
- Franco Cristaldi (Italia)
- Michel Deville (Francia)
- Stanley Donen (EE. UU.)
- Istvan Dosai (Hungría)
- Arne Hestenes (Noruega) (periodista)
- Isabelle Huppert (Francia)
- Ennio Morricone (Italia)
- Jorge Semprún (España)
- Vadim Yusov (URSS)

### Cámara d'Or
Las siguientes personas fueron nominadas para formar parte del jurado de la Caméra d'or de 1986: 
- Mehmet Basutcu (Turquía)
- José Luis Guarner (España)
- Bernard Jubard (Francia)
- Michel Jullien
- Samuel Lachize (Francia) (crítico)
- Serge Leroy (Francia)
- Fee Vaillant (RFA)

## Selección oficial

### En competición – películas
Las siguientes películas compitieron por la Palma d'Or:
- Another Country de Marek Kanievska
- Napló gyermekeimnek de Márta Mészáros
- Motín a bordo de Roger Donaldson
- Cal de Pat O'Connor
- Dges game utenebia de Lana Gogoberidze
- El elemento del crimen de Lars von Trier
- Ghare Baire de Satyajit Ray
- Enrico IV de Marco Bellocchio
- París, Texas de Wim Wenders
- La pirate de Jacques Doillon
- Quilombo de Carlos Diegues
- Los santos inocentes de Mario Camus
- El éxito es la mejor venganza de Jerzy Skolimowski
- Un dimanche à la campagne de Bertrand Tavernier
- Bayan ko: Kapit sa patalim de Lino Brocka
- Bajo el volcán de John Huston
- Vigil de Vincent Ward
- Viaje a Cytera de Theodoros Angelopoulos
- Wo die grünen Ameisen träumen de Werner Herzog

### Un Certain Regard
Las siguientes películas fueron elegidas para competir en Un Certain Regard:
- Abel Gance et son Napoléon de Nelly Kaplan
- Un poeta nel Cinema: Andreij Tarkovskij de Donatella Baglivo
- Feroz de Manuel Gutiérrez Aragón
- De grens de Leon de Winter
- Le jour S... de Jean Pierre Lefebvre
- Khandhar de Mrinal Sen
- Man of Flowers de Paul Cox
- Cóndores no entierran todos los días de Francisco Norden
- Mária-nap de Judit Elek
- El Norte de Gregory Nava
- De weg naar Bresson de Leo De Boer, Jurriën Rood
- Yeoin janhoksa moulleya moulleya de Doo-yong Lee
- Le tartuffe de Gérard Depardieu
- Where Is Parsifal? de Henri Helman

### Películas fuera de competición
Las siguientes películas fueron elegidas para ser proyectadas fuera de competición:
- Efter repetitionen de Ingmar Bergman
- Beat Street de Stan Lathan
- Broadway Danny Rose de Woody Allen
- Elígeme de Alan Rudolph
- Fort Saganne de Alain Corneau
- Érase una vez en América de Sergio Leone

### Cortometrajes en competición
Los siguientes cortometrajes competían para la Palma de Oro al mejor cortometraje:
- Ajtó de Mária Horváth
- Bottom's Dream de John Canemaker
- Le Cheval de fer de Gérald Frydman, Pierre Levie
- Orpheus and Eurydice de Lesley Keen
- Points de Dan Collins
- Ett Rum de Mats Olof Olsson
- Het Scheppen van een koe de Paul Driessen
- Le Spectacle de Gilles Chevallier
- Tchouma de David Takaichvili
- Tip Top de Paul Driessen

## Secciones paralelas

### Semana Internacional de los Críticos
Las siguientes películas fueron elegidas para ser proyectadas en la Semana de la Crítica (23º Semaine de la Critique):
Películas en competición
- Argie de Jorge Blanco (Argentina)
- Bless Their Little Hearts de Billy Woodberry (EE.UU.)
- Smärtgränsen de Agneta Elers-Jarleman (Suecia)
- Boy Meets girl de Léos Carax (Francia)
- Ahlam el Madina de Mohammed Malas (Siria)
- István, a király de Gábor Koltay (Hungría)
- Kanakerbraut de Uwe Schrader (RFA)

### Quincena de Realizadores
Las siguientes películas fueron elegidas para ser proyectadas en la Quincena de Realizadores de 1985 (Quinzaine des Réalizateurs):
- Les années de rêves de Jean-Claude Labrecque
- Atomstodin de Thorsteinn Jonsson
- Las bostonianas de James Ivory
- Epílogo de Gonzalo Suárez
- Die Erben de Walter Bannert
- Everlasting Love de Michael Mak
- Ezkimo Asszony Fazik de Janos Xantus
- Flight to Berlin de Christopher Petit
- The Hit de Stephen Frears
- La casa de agua de Jacobo Penzo
- Memórias do Cárcere de Nelson Pereira dos Santos
- Nunca Fomos Tao Felizes de Murilo Salles
- Old Enough de Marisa Silver
- Orinoko – Nuevo Mundo de Diego Risquez
- Raffl de Christian Berger
- Revanche de Nicholas Vergitsis
- Sista Leken de Jon Lindstrom
- Stranger Than Paradise de Jim Jarmusch
- Variety de Bette Gordon

## Premios

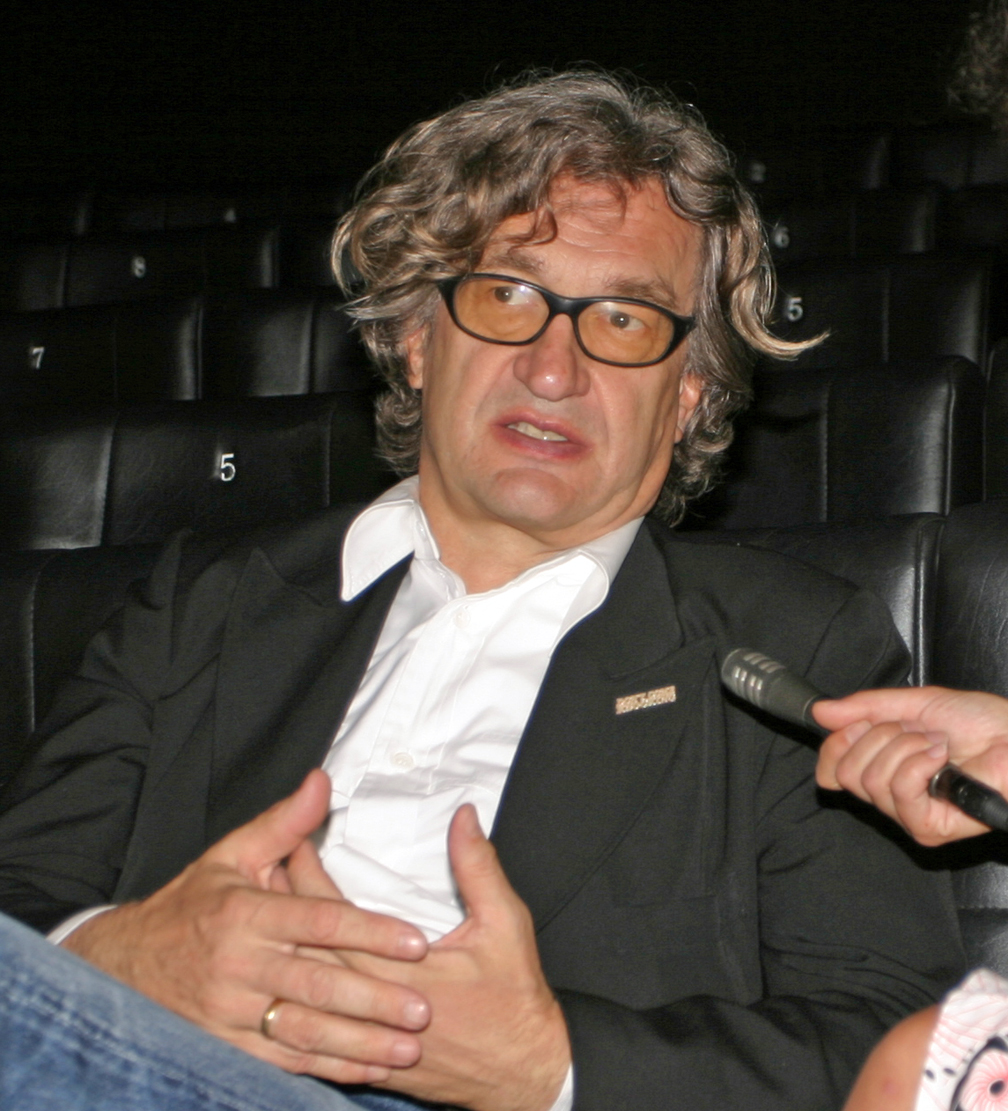
Wim Wenders, ganador de la Palma de Oro

### Premios oficiales
Los galardonados en las secciones oficiales de 1984 fueron:
- Palma de Oro: París, Texas de Wim Wenders
- Gran Premio del Jurado: Napló gyermekeimnek de Márta Mészáros
- Mejor director: Bertrand Tavernier por Un dimanche à la campagne
- Mejor guion: Theodoros Angelopoulos, Tonino Guerra y Thanassis Valtinos por Viaje a Cytera
- Mejor actriz: Helen Mirren por Cal
- Mejor actor: Francisco Rabal y Alfredo Landa por Los santos inocentes (Ex aequo)
- Mejor contribución artística:  Peter Biziou por Another Country
- Premio del Jurado:  Oberst Redl

Caméra d'or
- Caméra d'or: Extraños en el paraíso de Jim Jarmusch
- Palma de Oro al mejor cortometraje: Le Cheval de fer de Gérald Frydman y Pierre Levie
- Premier Prix: Txouma de David Takaichvili

### Premios independentes
Premios FIPRESCI
- Memórias do Cárcere  de Nelson Pereira dos Santos (Quincena de realizadores)
- París, Texas de Wim Wenders (en competición)
- Viaje a Cytera de Theodoros Angelopoulos (en competición)

Commission Supérieure Technique
- Gran Premio Técnico: Forbrydelsens element de Lars von Trier

Jurado Ecuménico
- Premio del Jurado Ecuménico: Epílogo de Gonzalo Suárez
- Jurado Ecuménico - Mención especial:  Los santos inocentes de Mario Camus

Premio de la Juventud
- Película extranjera: Dance with a Stranger de Mike Newell
- Película francesa: Boy Meets Girl de Leos Carax